# Arthrostylidium farctum
Arthrostylidium farctum là một loài tre thuộc chi Arthrostylidium trong Họ Hòa thảo. Loài này có nguồn gốc từ Trung Mỹ, Tây Ấn, phía bắc Nam Mỹ, và phía nam Mexico. Nó được (Aubl.) Soderstr. & Lourteig mô tả khoa học đầu tiên năm 1987.